# Драгия-Драгийска къща
Къщата на Драгия Драгийски е намираща се срещуположно на Моста на свободата на площад „20-ти Април“ в град Копривщица. Тя е една от няколкото напълно симетрични възрожденски къщи, градени през епохата на разцвета на копривщенската архитектура.
Драгия-Драгийската къща е строена през 1852 г. Майсторите, които са я изграждали са неизвестни. Приземието и е разположено направо на терена. В него са включени две обособени соби, килер, помещение наричано в'къщи и централно разположен отвод. Пак там е поставено дървено, двураменно стълбище за втория етаж. Горният отвод е значително по-светъл и просторен от този на долния кат. Таваните са украсени с резбованите плетеници на наричаните в Копривщица „асма“ тавани.
Подобен симетричен архитектурен стил имат къщата на Теодораки Десьоолу, на чорбаджи Лулчо Каблешков, тази на Павел Бозов и други. Понастоящем в къщата на Драгия Драгийси се помещава ресторантския комплекс „Дядо Либен“.
Драгия Т. Драгийски е близък родственик на Ненчо Палавеев, и който трябва да живее в къщата в Ламбовската махала като неин пазач, за което да получава от дарителския фонд 1000 лв. месечно „за сносен живот“.